# Trenton (Missouri)
Trenton és una població dels Estats Units a l'estat de Missouri. Segons el cens del 2000 tenia 6.216 habitants.

## Demografia
Segons el cens del 2000, Trenton tenia 6.216 habitants, 2.673 habitatges, i 1.641 famílies. La densitat de població era de 411,7 habitants per km².
Dels 2.673 habitatges en un 25,6% hi vivien nens de menys de 18 anys, en un 49% hi vivien parelles casades, en un 9,4% dones solteres, i en un 38,6% no eren unitats familiars. En el 35,2% dels habitatges hi vivien persones soles el 19,6% de les quals corresponia a persones de 65 anys o més que vivien soles. El nombre mitjà de persones vivint en cada habitatge era de 2,19 i el nombre mitjà de persones que vivien en cada família era de 2,81.
Per edats la població es repartia de la següent manera: un 22% tenia menys de 18 anys, un 9,1% entre 18 i 24, un 23% entre 25 i 44, un 22,2% de 45 a 60 i un 23,7% 65 anys o més.
L'edat mediana era de 42 anys. Per cada 100 dones de 18 o més anys hi havia 80,4 homes.
La renda mediana per habitatge era de 25.733 $ i la renda mediana per família de 33.317 $. Els homes tenien una renda mediana de 26.959 $ mentre que les dones 16.505 $. La renda per capita de la població era de 15.834 $. Entorn del 12,7% de les famílies i el 17,1% de la població estaven per davall del llindar de pobresa.

## Poblacions més properes
El següent diagrama mostra les poblacions més properes.